# スタークラフト (競走馬)
スタークラフト (Starcraft) とは、ニュージーランド産の競走馬である。4歳までオセアニアで、5歳時にはイギリス・フランス・アメリカ合衆国で走り、G1競走5勝を挙げた。

## 戦績

### オーストラリア所属時代
ニュージーランド産馬であるスタークラフトは同国のセリで、オーストラリアのGarry Newham調教師に落札される。のちの馬主となるPaul Makinに「現代のファーラップを見つけたよ」と語ったといわれている。
デビュー戦は、2003年2月15日にイーグルファーム競馬場で行われたウィザースハンデとなった。このレースは能力検定のようなもので10頭立ての8番人気ながらも3着と好走する。その後休養を経て、2003年6月11日にイプスウィッチ競馬場で行われた未勝利戦に出走するも離された2着。続いて6月21日にイーグルファーム競馬場で行われた準重賞、オーストラリアポストSに挑戦するも14頭立ての11着と惨敗し、ふたたび休養に入った。
復帰戦は2003年11月4日に行われた未勝利戦。結果は10頭立ての4着だったものの、続く11月19日に行われたドゥーンベン競馬場の未勝利戦で初勝利を挙げる。
この勝利で勝利の味を覚えたのか、続く12月3日と12月13日にイーグルファーム競馬場で行われたレパーズタウンハンデとパントレセレブルハンデを連勝し、連勝を3に伸ばした。
続いて、2004年1月31日にフレミントン競馬場で行われたG3競走、ザ・デボネアに出走した。3連勝もレベルの低いレースだったことや、かつて準重賞で大差負けしていたことから、12頭立ての10番人気という低評価だったが、評価を覆し1着。重賞初勝利となるとともに一躍オーストラリアンギニーの有力馬となった。
そして2月14日フレミントン競馬場で行われたG1競走オーストラリアンギニーに出走、前哨戦を勝ったにもかかわらず3番人気だったが、差のない2着と好走し実力を見せた。
続く3月6日にウォーウィックファーム競馬場で行われたチッピングノートンSでは1番人気に支持され、人気に応えて快勝。G1初勝利となった。
次走は4月3日にローズヒル競馬場で行われたG2競走タロックSだった。スタークラフトにとって初めての距離である2000メートルだったが、2着馬の追撃を半馬身振り切り勝利を収める。
そしてタロックSからわずか7日後、4月10日にランドウィック競馬場で行われた距離2400メートルのG1競走オーストラリアンダービーにスタークラフトは出走した。初勝利を挙げてから7戦6勝2着1回という安定した成績にもかかわらず、血統とレース内容から距離が不安視されての2番人気だった。レースでは直線で抜け出すと、2着馬の追撃をわずかクビ差凌ぎ切り勝利を収めた。
その後、スタークラフトはニュージーランドへ遠征をする。オーストラリアのトップホースがニュージーランドへ遠征をするのはめずらしく、大きな話題となった。
2004年8月28日のヘイスティングス競馬場で行われたG1競走マッジウェイパーツワールドSに出走。ニュージーランドのトップホースも顔を揃えた一戦だった。レースでは1番人気に支持され、2着のミスポテンシャル (Miss Potential) に4分の3馬身差をつけて快勝した。
続く滞在2戦目は同競馬場で9月18日に行われたG2競走ストーニーブリッジS。ここでもミスポテンシャル相手にクビ差で勝利をあげ、連勝を5に伸ばした。
滞在3戦目は10月2日に行われたG1競走ケルトキャピタルSだったが、ここで離された2着となり連勝は5で止まった。10月23日に行われるコックスプレートまでニュージーランドへ滞在する予定だったが、この敗戦により急遽オーストラリアに帰国することとなった。
帰国後わずか6日後にコーフィールド競馬場で行われたG1競走ヤルンバSに出走、のちにシンガポール航空インターナショナルカップを制するママファイ (Mummify) の3着と敗れる。
迎えた大一番、10月23日にムーニーバレー競馬場で行われたG1競走コックスプレートでは、2番人気の支持を受けるも、3歳馬サヴァビール (Savabeel) 、前年の覇者のフィールズオブオマー (Fields of Omagh) に続く3着だった。

### 種牡馬時代（2006年 - ）

#### 主な産駒
- スターウィットネス – ブルーダイヤモンドステークス（2010年）、クールモアスタッドステークス（2010年）で優勝。
- We Can Say It Now - レヴィンクラシック（2010年）、キャプテンクックステークス（2010年）で優勝。

## 獲得G1タイトル
- チッピングノートンステークス （オーストラリアG1、芝1600メートル）
- オーストラリアンダービー （オーストラリアG1、芝2400メートル）
- マッジウェイパーツワールドステークス （ニュージーランドG1、芝1400メートル）
- ムーランドロンシャン賞 （フランスG1、芝1600メートル）
- クイーンエリザベス2世ステークス （イギリスG1、芝8ハロン）

## 血統表
| スタークラフトの血統ヌレイエフ系 / Nasrullah5×5=6.25% | スタークラフトの血統ヌレイエフ系 / Nasrullah5×5=6.25% | スタークラフトの血統ヌレイエフ系 / Nasrullah5×5=6.25% | （血統表の出典）    | （血統表の出典） |
| 父 *Soviet Star 1984 鹿毛                             | 父の父Nureyev 1977 鹿毛                               | Northern Dancer                                       | Nearctic            | Nearctic         |
| 父 *Soviet Star 1984 鹿毛                             | 父の父Nureyev 1977 鹿毛                               | Northern Dancer                                       | Natalma             |                  |
| 父 *Soviet Star 1984 鹿毛                             | 父の父Nureyev 1977 鹿毛                               | Special                                               | Forli               | Forli            |
| 父 *Soviet Star 1984 鹿毛                             | 父の父Nureyev 1977 鹿毛                               | Special                                               | Thong               |                  |
| 父 *Soviet Star 1984 鹿毛                             | 父の母Herushka 1967 鹿毛                              | *Venture                                              | Relic               | Relic            |
| 父 *Soviet Star 1984 鹿毛                             | 父の母Herushka 1967 鹿毛                              | *Venture                                              | Rose o'Lynn         |                  |
| 父 *Soviet Star 1984 鹿毛                             | 父の母Herushka 1967 鹿毛                              | Marie D'Anjou                                         | Vandale             | Vandale          |
| 父 *Soviet Star 1984 鹿毛                             | 父の母Herushka 1967 鹿毛                              | Marie D'Anjou                                         | Marigold            |                  |
| 母 Flying Floozie 1993 栗毛                           | 母の父Pompeii Court 1977 鹿毛                         | Tell                                                  | Round Table         | Round Table      |
| 母 Flying Floozie 1993 栗毛                           | 母の父Pompeii Court 1977 鹿毛                         | Tell                                                  | Nas-Mahel           |                  |
| 母 Flying Floozie 1993 栗毛                           | 母の父Pompeii Court 1977 鹿毛                         | Port Damascus                                         | Damascus            | Damascus         |
| 母 Flying Floozie 1993 栗毛                           | 母の父Pompeii Court 1977 鹿毛                         | Port Damascus                                         | Paris Pike          |                  |
| 母 Flying Floozie 1993 栗毛                           | 母の母Lucky Heiress 1976 鹿毛                         | Battle-Waggon                                         | Never Say Die       | Never Say Die    |
| 母 Flying Floozie 1993 栗毛                           | 母の母Lucky Heiress 1976 鹿毛                         | Battle-Waggon                                         | Carrozza            |                  |
| 母 Flying Floozie 1993 栗毛                           | 母の母Lucky Heiress 1976 鹿毛                         | Entrancing Bell                                       | Bellborough         | Bellborough      |
| 母 Flying Floozie 1993 栗毛                           | 母の母Lucky Heiress 1976 鹿毛                         | Entrancing Bell                                       | Entrancing F-No.4-d |                  |